# Teresa Couderc
Teresa Couderc (1 de fevereiro de 1805 – 26 de setembro de 1885) - nascida Marie-Victoire Couderc - era uma religiosa professa católica romana francesa e co-fundadora das Irmãs do Cenáculo. Couderc sofreu humilhações durante seu tempo como freira, pois foi forçada a renunciar aos cargos e foi ridicularizada devido às falsas acusações feitas contra ela, embora isso tenha suavizado no final de sua vida. Ela era uma escritora espiritual que escreveu sobre sacrifício e serviço a Deus. Após sua morte, ela deixou uma série de escritos espirituais.
O Papa Pio XII beatificou a falecida religiosa na Basílica de São Pedro em 4 de novembro de 1951 e em 1970 ela foi canonizada como santa pelo Papa Paulo VI.

## Vida
Marie-Victoire Couderc nasceu em 1805 em Le Mas como a quarta de doze filhos dos fazendeiros Claude Michel Corderc (1780 - ???) e Anne Méry; seus pais se casaram em 1801. Um irmão era Jean e outros dois morreram na infância. Os filhos sobreviventes eram oito homens e duas mulheres, que se incluía (ela era a mais velha das meninas). Em sua infância, ela assistia à Missa duas vezes por semana. Ela fez sua primeira comunhão em Pentecostes em 15 de maio de 1815.
Em 1822, seus pais a enviaram para um internato em Vans e ela permaneceu lá até 1825 na Quaresma, quando seu pai quis que ela freqüentasse uma escola em sua área local. Ela entrou no noviciado depois de conhecer o padre Jean-Pierre Etienne Terme no final de março de 1825 e lhe confidenciou seu desejo de se tornar religiosa. Couderc fez o noviciado em 1825 com as Irmãs de São Régis, magistério em Lalouvesc; ela fez os votos perpétuos em 6 de janeiro de 1837 com um outro. Couderc assumiu um nome religioso quando ela se tornou uma noviça.
Couderc e duas outras irmãs foram enviadas para administrar um albergue nas montanhas para mulheres peregrinas no santuário de São João Francisco Régis em Lalouvesc. Sob sua orientação, tornou-se uma casa de retiro bem-sucedida. Couderc co-fundou as Irmãs do Cenáculo com o Padre Terme em 1826 e tornou-se sua superiora em 1828. Desejosos de proporcionar às mulheres um lugar de recolhimento na solidão, oração e meditação, eles resolveram abrir casas onde as mulheres pudessem seguir os exercícios de um retiro.
Quando a casa-mãe foi estabelecida, Couderc tornou-se superior geral. Em 1828, Terme começou a realizar retiros inacianos para as irmãs. Ele continuou a fazer isso até sua morte em dezembro de 1834. Após a morte de Terme, a ordem se dividiu entre as Irmãs de São Régis que mantiveram seu ministério de ensino e a Congregação de Nossa Senhora do Cenáculo, que continuou seu ministério de retiros. Os jesuítas dirigiram então os retiros.
O ensino regular da escola do albergue foi separado dos retiros, o que resultou em dificuldades financeiras para as irmãs. Embora ela não fosse a culpada, Couderc aceitou a responsabilidade. Isto levou, em outubro de 1838, ao Bispo de Viviers Abbon-Pierre-François Bonnel de la Brageresse a destituí-la de seu cargo e substituí-la por uma nova noviça como a "Fundadora Superiora"; Couderc renunciou por completo em 27 de outubro de 1838. A noviça liderou por alguns meses, mas fez um trabalho tão ruim que o bispo a removeu.
Em 1842, ela foi enviada por quase dezoito meses sozinha com uma outra irmã para uma pequena casa em Lyon; em 1852 ela foi para Paris. Em novembro de 1856, ela foi nomeada superiora da casa de Tournon até que fosse vendida e, então, ela voltou para Lyon. Em 20 de outubro de 1859, um jesuíta deu um retiro sobre o tema do sacrifício cristão que teve um profundo impacto sobre ela. No final de agosto de 1860, ela foi enviada para a casa de Montpellier, mas seu fechamento em 1867 a viu retornar a Lyon mais uma vez.
No início de 1885 ela desmaiou e ficou inconsciente por várias horas em uma ocorrência que a deixou acamada até sua morte. Couderc morreu em 26 de setembro de 1885 e foi sepultada em Lalouvesc.

## Santidade
A causa de beatificação começou em um processo informativo que teve início na França em 1920 e concluiu seu trabalho em 1921, que levou à aprovação de todos os seus escritos espirituais de teólogos em 23 de julho de 1924; o processo informativo foi validado pela Congregação dos Ritos em 13 de julho de 1927. A introdução formal à causa veio em 18 de julho de 1927, quando ela foi intitulada como Serva de Deus - a primeira etapa oficial do processo.
O Papa Pio XI proclamou Couderc Venerável em 12 de maio de 1935, depois de confirmar que a falecida freira viveu uma vida de virtudes heroicas. O Papa Pio XII a beatificou em 4 de novembro de 1951 depois de aprovar dois milagres atribuídos à sua intercessão, enquanto a causa era retomada em um decreto emitido em 26 de julho de 1953. O Papa Paulo VI canonizou Couderc como santa em 10 de maio de 1970 depois de aprovar mais dois milagres atribuídos à sua intercessão.

## Espiritualidade

### Para se render
Em 1864 Couderc escreveu:
Compreendo toda a extensão da expressão entregar-se, mas não consigo explicar. Só sei que é muito vasto, que abrange o presente e o futuro.
Entregar-se é mais do que dedicar-se, mais do que dar-se, é ainda mais do que abandonar-se a Deus. Em suma, entregar-se é morrer para tudo e para si mesmo, não se preocupar mais consigo mesmo, exceto mantê-lo continuamente voltado para Deus.
Entregar-se é, aliás, não mais se buscar em nada, seja pelo espiritual, seja pelo físico, isto é, não mais buscar a própria satisfação, mas unicamente o bom prazer divino.
Deve-se acrescentar que entregar-se é também seguir aquele espírito de desapego que não se apega a nada, nem às pessoas nem às coisas, nem ao tempo, nem ao lugar. Significa aderir a tudo, aceitar tudo, submeter-se a tudo.
Mas talvez você pense que isso é muito difícil de fazer. Não se deixe enganar. Não há nada tão fácil de fazer, nada tão doce de colocar em prática. Tudo consiste em fazer um ato generoso de uma vez por todas, dizendo com toda a sinceridade de sua alma: "Meu Deus, quero ser inteiramente teu; digna-te aceitar a minha oferta" E tudo está dito. Mas, a partir de então, você deve cuidar para se manter nesta disposição de alma e não se esquivar de nenhum dos pequenos sacrifícios que podem ajudá-lo a avançar na virtude. Você deve sempre se lembrar de que se rendeu.
Rogo a nosso Senhor que dê uma compreensão desta palavra a todas as almas que desejam agradá-lo e que as inspire a tirar proveito de um meio tão fácil de santificação. Oh! Se as pessoas pudessem entender de antemão a doçura e a paz que são saboreadas quando nada é retido pelo bom Deus! Como ele se comunica com quem o busca com sinceridade e sabe se entregar. Deixe-os experimentá-la e verão que aqui se encontra a verdadeira felicidade que em vão procuram em outro lugar.
A alma entregue encontrou o paraíso na terra.

### Bondade
Em 1866, Couderc relatou ter uma visão do bem que foi um momento decisivo para sua vida e espiritualidade, e que ela descreve em uma carta à Madre de Larochenégly:
Há alguns dias, vi algo que me consolou muito. Foi durante a minha ação de graças, quando estava fazendo algumas reflexões sobre a bondade de Deus - e como seria possível não pensar nisso em tais momentos: dessa bondade infinita, bondade incriada, fonte de toda bondade! E sem o qual não haveria bondade, nem nas pessoas nem nas outras criaturas.
Fiquei extremamente emocionada com estas reflexões, quando vi escrita como em letras de ouro esta palavra Bondade, que repeti por muito tempo com uma doçura indescritível. Eu vi, digo, escrito em todas as criaturas, animadas e inanimadas, racionais ou não - todas tinham esse nome de bondade. Vi até na cadeira que usava como ajoelhada. Compreendi então que tudo o que estas criaturas têm de bom e todos os serviços e ajudas que recebemos de cada uma delas são uma bênção que devemos à bondade de nosso Deus, que lhes comunicou algo da sua infinita bondade, para que podemos encontrá-lo em tudo e em todos os lugares.